# 瀘沽湖
座標: 北緯27度42分02秒 東経100度46分59秒 / 北緯27.70056度 東経100.78306度
瀘沽湖（ろここ、ルーグー湖、Lugu Lake、簡体字: 泸沽湖、繁体字: 瀘沽湖、拼音: Lúgū Hú）は、中華人民共和国南西部の雲貴高原にある淡水湖。四川省涼山彝族自治州塩源県と、雲南省麗江市寧蒗（ねいろう）彝族自治県の間にまたがっている。麗江市中心部からは北東へ202kmの位置にある。瀘沽湖から流出する川には蓋祖河があり、理塘河を経て雅礱江へと合流している。
湖面の海抜は2,685mと高所にある。面積は48.5平方kmで水深は深く、最も深い部分で93.5mになる。周囲は高山に囲まれ、湖の中には8つの島が浮かぶ。
周辺に住む民族は、ナシ族の一部をなすモソ族（摩梭族）と呼ばれる人々で、中国でも他では見られなくなった母系制の社会を守り続けている。
1988年に中華人民共和国国家重点風景名勝区に認定された「麗江玉龍雪山風景名勝区」を構成する区域の1つである。